# Гор, Артур, 1-й граф Арран
Артур Гор, 1-й граф Арран (англ. Arthur Gore, 1st Earl of Arran; 1703 — 17 апреля 1773) — ирландский политик и пэр. Он был известен как сэр Артур Гор, 3-й баронет, с 1741 по 1757 год и виконт Садли с 1758 по 1762 год.

## Биография
Родился в 1703 году в Ньютаунгоре, графство Мейо, Ирландия. Сын сэра Артура Гора, 2-го баронета (ок. 1685—1742), и Элизабет Аннесли. Он получил образование в Тринити-колледже Дублинского университета (1718—1722), получив в 1722 году степень бакалавра искусств.
Артур Гор заседал в Ирландской палате общин от графства Донегол с 1727 по 1758 год. Он занимал должность верховного шерифа графства Уэксфорд в 1738 году, стал членом Тайного совета Ирландии в 1748 году.
10 февраля 1742 года после смерти своего отца Артур Гор унаследовал титул 3-го баронета Гора из Ньютауна в графстве Мейо. 15 августа 1758 года он был возведен в звание пэра Ирландии как барон Сондерс из Дипса в графстве Уэксфорд и виконт Садли из замка Гор в графстве Мейо. 12 апреля 1762 года для него был создан титул графа Аррана с островов Арран в графстве Голуэй (Пэрство Ирландии).
С 1772 по 1773 год — хранитель рукописей (Custos Rotulorum) графства Мейо.

## Личная жизнь
16 марта 1731 года Артур Гор женился на Джейн Сондерс (20 декабря 1704 — 20 марта 1747), дочери Ричарда Сондерса (внука члена парламента Генри Уитфилда). У супругов было три сына и две дочери.
- Леди Джоанна Гор, 1-й муж с 1750 года Филип Дойн; 2-й муж с 1766 года Майкл Дейли, от брака с которым у неё было четверо детей.
- Леди Элизабет Гор, в 1764 году она вышла замуж за сэра Джона Эванса-Фрика, 1-го баронета, от брака с которым у неё было четверо детей.
- Артур Сондерс Гор, 2-й граф Арран (25 июля 1734 — 8 октября 1809)[1], старший сын и преемник отца.
- Достопочтенный Ричард Гор (род. 31 июля 1734)[1]
- Достопочтенный Пол Гор (род. после 1735).

Лорд Арран скончался в апреле 1773 года, и его титулы унаследовал его старший сын Артур.